# Bochus (geslacht)
Bochus is een geslacht van rechtvleugeligen uit de familie Anostostomatidae. De wetenschappelijke naam van dit geslacht is voor het eerst geldig gepubliceerd in 1916 door Péringuey.

## Soorten
Het geslacht Bochus  is monotypisch en omvat slechts de volgende soort:
- Bochus puncticeps (Pictet & Saussure, 1893)